# Gunnilbo distrikt
Gunnilbo distrikt är från 2016 ett distrikt i Skinnskattebergs kommun och Västmanlands län.
Distriktet ligger sydost om Skinnskatteberg.

## Tidigare administrativ tillhörighet
Distriktet inrättades 2016 och utgörs av socknen Gunnilbo i Skinnskattebergs kommun.
Området motsvarar den omfattning Gunnilbo församling hade vid årsskiftet 1999/2000.